# Laelia adalia
Laelia adalia är en fjärilsart som beskrevs av Charles Swinhoe 1900. 
Laelia adalia ingår i släktet Laelia och familjen tofsspinnare. Inga underarter finns listade i Catalogue of Life.